# Diocèse de Sicuani
Le diocèse de Sicuani (en latin : Dioecesis Sicuanensis ; en espagnol : Diócesis de Sicuani) est un diocèse de l'Église catholique du Pérou, suffragant de l'archidiocèse de Cuzco.

## Territoire
Il est situé sur quatre des treize provinces du département de Cuzco : Canas, Canchis, Chumbivilcas et Espinar sur un territoire d'une superficie de 19 879 km2 divisé en 32 paroisses. Les autres provinces de Cuzco sont gérées par le vicariat apostolique de Puerto Maldonado et l'archidiocèse de Cuzco.
L'évêché est dans la ville à Sicuani où se trouve la cathédrale Notre-Dame du Carmel. Dans la même ville, la chapelle de  Pampacucho est un lieu de pèlerinage envers le « Seigneur de Pampacucho », une statue du Christ portant sa croix.

## Histoire
La prélature territoriale de Sicuani est érigée le 10 janvier 1959 par la constitution apostolique Universae Ecclesiae du pape Jean XXIII en prenant une partie du territoire de l'archidiocèse de Cuzco.
Le 29 septembre 2020 la prélature est élevée au rang de diocèse par la constitution apostolique Miro ordine du pape François.

## Évêques
- Nevin William Hayes, O.Carm (1959-1970)
  - Sede vacante (1970-1999)
- Miguel La Fay Bardi, O.Carm (1999-2013)
- Pedro Alberto Bustamante López (2013-2024), premier évêque
- César Augusto Huerta Ramírez (depuis 2024)